# Toussaint-Guillaume Picquet de La Motte
« La Motte-Picquet » redirige ici. Pour les autres significations, voir La Motte-Picquet (homonymie).
Toussaint-Guillaume Picquet de La Motte, dit La Motte-Picquet, né le 1er novembre 1720 à Rennes (Ille-et-Vilaine) et mort le 10 juin 1791 à Brest (Finistère), est un officier de marine français du XVIIIe siècle. Au cours d'une carrière de plus de cinquante ans, sous les règnes de Louis XV et Louis XVI, il prit part à 34 campagnes, notamment pendant la guerre de Sept Ans et la guerre d'indépendance des États-Unis. Respecté et craint par ses adversaires, il n'hésitait pas à engager le combat avec des forces bien inférieures. Commandeur (1780), puis grand-croix de l'ordre de Saint-Louis (1784), il meurt au début de la Révolution française.

## Biographie

### Famille
Jean Toussaint Guillaume Picquet de La Motte est né dans une famille de petite noblesse bretonne.
Son grand-père, Jean Picquet, sieur de La Motte, greffier civil en chef au Parlement de Bretagne à Rennes en 1684, secrétaire du roi en sa chancellerie de Bretagne en 1698, marié avec Marie Josèphe Le Clavier, meurt en 1710.
Son père, Guy Picquet, seigneur de La Motte, conseiller au Parlement de Bretagne à partir de 1701, épouse Hélène Julie Rose Robert de La Bellangeraye en 1716. Il possédait la terre de Launay-du-Han à Montreuil-le-Gast. Guy Picquet obtint du roi en 1726 l'érection de Launay en châtellenie et le changement du nom de Launay-du-Han en Launay-Picquet. Il meurt le 15 octobre 1753, à l'âge de 75 ans.
Son frère aîné, Louis-Jacques Picquet de Montreuil (1717-1786), sera avocat et conseiller au Parlement de Bretagne, épousera Marie Anne Souchay (fille de Louis Souchay, avocat du roi au bureau des finances à Tours et trésorier des ponts et chaussées), puis Marie Anne de La Moussaye (tante de Louis-Toussaint de La Moussaye).

### Jeunesse et débuts dans la Marine royale
Entré aux gardes-marines de Brest le 11 juillet 1735, à l'âge de 15 ans, Toussaint-Guillaume Picquet de La Motte embarque en 1737 à bord de la Vénus envoyée se battre contre les Salétins, des corsaires barbaresques. Nommé sous-brigadier des gardes de la marine le 1er janvier 1743, et aide d'artillerie le 10 décembre suivant, après deux croisières dans la Manche et sur les côtes d'Irlande à bord du Mercure, sous les ordres de Dubois de La Motte, dans l'escadre du comte de Roquefeuil.
Il avait déjà fait neuf campagnes au Maroc, en mer Baltique et aux Antilles, lorsqu'en janvier 1745, il embarque sur la frégate La Renommée, commandée par le capitaine de vaisseau Guy François de Kersaint. Le 6 février, La Renommée part de Brest pour aller livrer des dépêches à Louisbourg (Terre-Neuve), alors sous blocus anglais. Profitant de la brume et des glaces qui empêchaient les Anglais d'effectuer leur descente, la frégate parvient à mouiller en baie des Castors non loin de Louisbourg, où elle doit combattre de plus petites unités anglaises.
L'année suivante, alors que la Renommée revenait, pour la troisième fois, du Canada en Europe, après avoir livré deux combats aux Anglais, elle tombe, pendant la nuit du 16 juin 1746, sur l'escadre de l'amiral Anson, qui venait d'échouer dans sa tentative sur Lorient. Dans le combat qui s'ensuit, Kersaint est grièvement blessé ; La Motte-Picquet prend le commandement et parvient à s'échapper vers Port-Louis Blessé lui-même au cours du combat, il a la joue arrachée par un coup de canon, qui coupa son chapeau au ras de la tête.
Il embarque ensuite comme second, sous les ordres du commandant Mézédern, sur le Cumberland, une frégate de 24 canons qui quitte Brest le 24 janvier 1748, à destination des iles de France et de Bourbon. Après une escale à La Corogne, le bâtiment français croise une frégate anglaise de 36 canons, qui le combat pendant tout un jour à portée de pistolet. Vingt-cinq hommes sont tués ou blessés côté français. Le feu ayant pris à bord de la frégate anglaise, elle est obligée d'abandonner son adversaire. Après 122 jours de traversée, le Cumberland arrive à Bourbon, puis à l'Ile-de-France, d'où il partit pour l'Inde, le 20 octobre 1748.
Après la paix d'Aix-la-Chapelle, conclue en octobre 1748, La Motte-Picquet navigue en mer des Antilles, dans l'Atlantique et dans la mer des Indes. Il est promu lieutenant de vaisseau en 1754.

### Guerre de Sept Ans (1756-1763)
Quelques mois avant le début de la guerre de Sept Ans, en 1755, La Motte-Picquet est nommé au commandement de la corvette La Sensible, avec laquelle il combat pendant une heure contre une frégate anglaise de trente-six canons. Au mois d'octobre de l'année suivante, il est fait chevalier de Saint-Louis.
En 1757, il est sur Le Diadème, vaisseau de 74 canons commandé par Rosily-Méros, qui faisait partie de l'escadre de Dubois de La Motte envoyée combattre les Britanniques au large du Québec. En 1758, les côtes françaises sont soumises au blocus de la flotte anglaise, qui tente même plusieurs débarquements et prend brièvement Cherbourg. La Motte-Picquet se bat la même année devant le fort de Portzic, et doit se justifier de sa conduite auprès du comte d'Arnouville, Secrétaire d’État de la Marine.
En 1760, commandant la prame La Charente de 26 canons de 36 livres[réf. nécessaire], destinée à défendre les côtes et à escorter les convois de Brest à Rochefort, il propose au commandant d'une autre prame d'attaquer de compagnie un vaisseau anglais : ce que l'autre officier, plus ancien que lui, refuse. Promu capitaine de vaisseau en 1762, il se retrouve à bord du Diadème.
À la paix de Paris en 1763 La Motte-Picquet participe à des campagnes menées par les escadres des amiraux d'Orvilliers et Duchaffaut. En septembre 1763, il commande La Malicieuse, une frégate de 32 canons avec laquelle il fait une campagne de six mois au Canada. Il prend part ensuite à plusieurs expéditions contre les corsaires de Salé et se fait remarquer en escadre d'évolution commandée par le comte d'Orvilliers, en 1772, pour ses qualités manœuvrières au commandement du Cerf Volant. En 1776, il reçoit le commandement du vaisseau de 64 canons Le Solitaire, dans l'escadre de ce dernier, ayant à son bord le duc de Chartres, Louis Philippe d'Orléans (1747-1793).

### Guerre d'indépendance des États-Unis
En 1775, il est appelé par le secrétaire d'État à la Marine, de Sartine pour aider à réorganiser la marine française. La même année, le roi lui accorde une pension de 800 livres.
Lors de la guerre d'indépendance américaine, il sert sous les ordres du vice-amiral d'Estaing.

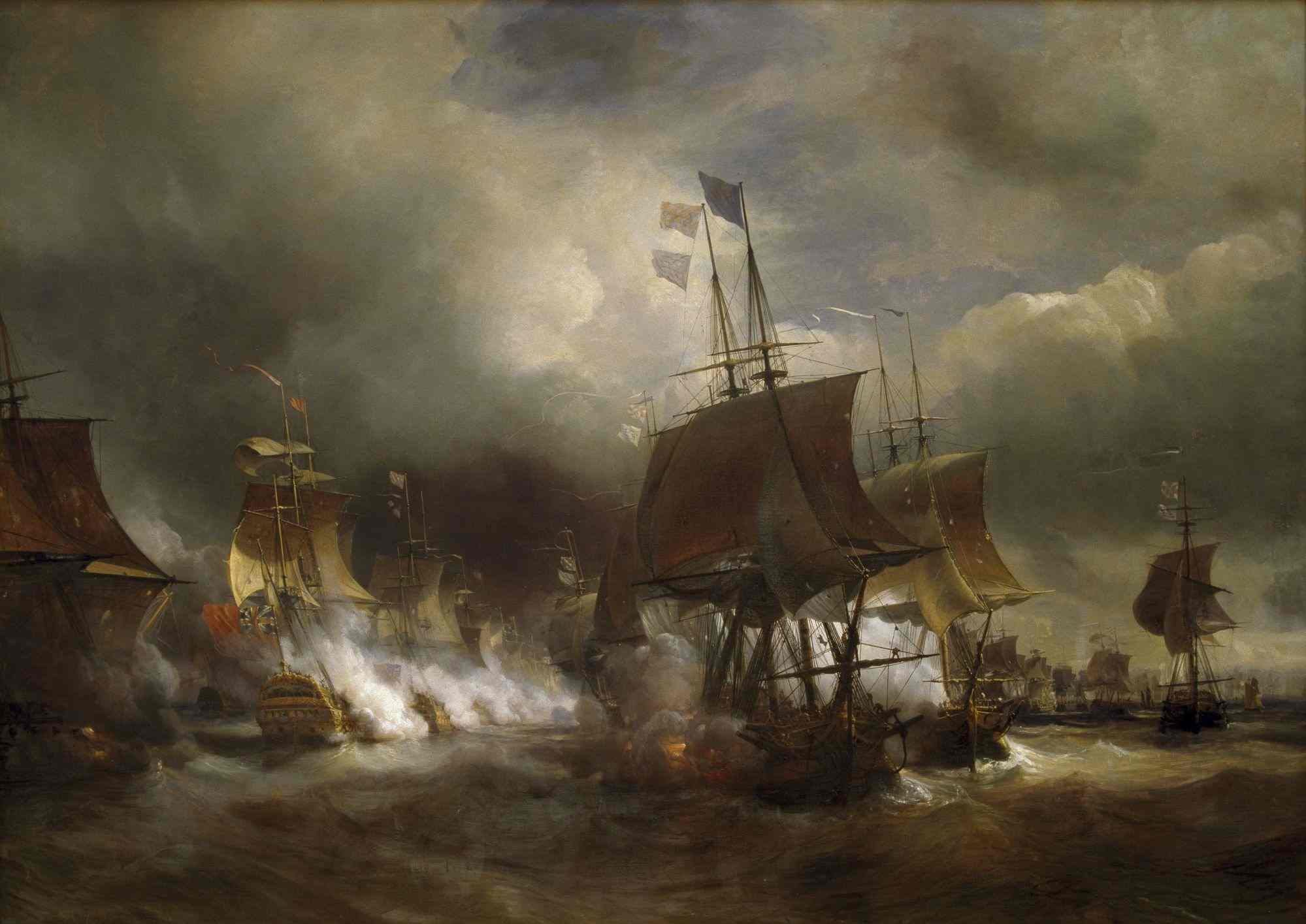
Bataille d'Ouessant, par Théodore Gudin

Il passe, en 1777 au commandement du Robuste, vaisseau de 74 canons, sur lequel il reçoit à Brest l'empereur Joseph du Saint-Empire, qui se souvenant de lui avec intérêt, lui écrira, pendant la guerre d'indépendance des États-Unis, pour le féliciter de ses succès. Dans cette même campagne, un vaisseau anglais vint le héler pendant la nuit, d'une manière qui lui parut inconvenante. La Motte-Picquet, accoutumé à braver des forces supérieures, et peu disposé à supporter les insultes, le joignit au jour, et le força de lui envoyer à bord un officier pour lui faire des excuses.[réf. nécessaire]
Le 6 février 1778, la France reconnaît l'indépendance des États-Unis, et le 14 février La Motte-Picquet rend son salut à John Paul Jones en faisant tirer une salve de 9 coups de canon. C’est là le premier salut au drapeau américain donné par un navire étranger. La Motte-Picquet était au large de Quiberon pour accompagner un convoi vers les États-Unis, ce qu'il fera sur 900 km. Était également là le Lion, un corsaire armé par Jean Peltier Dudoyer pour le compte des Américains, bateau qui est rebaptisé le Dean et dont le commandement est aussitôt confié à Nicholson. Promu chef d'escadre le 22 mai 1778, il prend rang le 1er juin. Il est chargé, avec sept vaisseaux et trois frégates, de conduire au-delà du Cap Finisterre un convoi américain, il remplit avec succès sa mission, sans avoir été attaqué par les Anglais. La même année, il participe à la bataille d'Ouessant, le 27 juillet, comme commandant du Saint-Esprit, dans l'arrière garde de la flotte placée sous les ordres du comte d'Orvilliers. Rentré à Brest, il mène — en compagnie de deux vaisseaux de lignes et de plusieurs bâtiments légers — une croisière d'un mois dans les eaux anglaises, capturant treize navires ennemis. Au mois d'avril 1779, il prend la mer avec L'Annibal, un vaisseau de 74 canons, quatre autres vaisseaux et quelques frégates, et escorte jusqu'à la Martinique un convoi de quatre-vingts navires; aussitôt après il rejoint le vice-amiral d'Estaing, et prend part à la prise de la Grenade, le 4 juillet 1779,. L'Annibal, est très endommagé. Il conseille en vain à d'Estaing de se lancer la poursuite de l'escadre anglaise[réf. nécessaire].

#### Combat de la Martinique, 18 décembre 1779

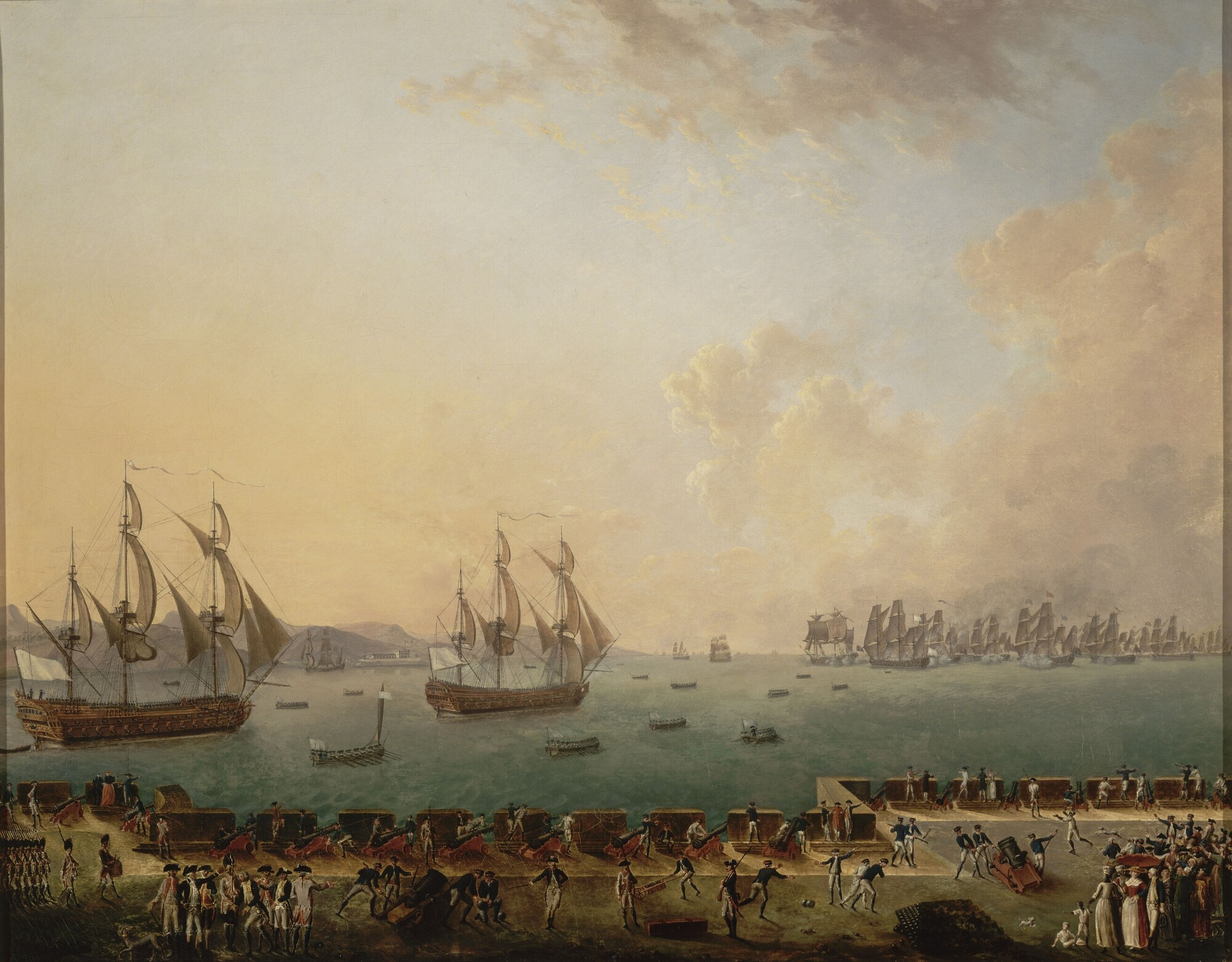
Au combat de la Martinique, le 18 décembre 1779, La Motte-Picquet repousse une forte escadre anglaise avec trois vaisseaux.

Après s'être concerté avec le général Lincoln, le comte d'Estaing charge La Motte-Picquet d'effectuer, à la fin du mois d'août 1779, avec une escadre de sept vaisseaux, le débarquement des troupes destinées faire le siège de Savannah (Géorgie). Le siège ayant échoué, il fait voile avec trois vaisseaux pour la Martinique. Il y était occupé à réparer ses bâtiments qui avaient beaucoup souffert dans l'expédition de Savannah, lorsque, le 18 décembre 1779, des signaux de la côte lui annoncent qu'un convoi de vingt-six navires français, escorté par une frégate, était poursuivi par une flotte anglaise de treize vaisseaux et une frégate, commandée par l'amiral Hyde Parker, dans le canal de Sainte-Lucie. L'officier que La Motte avait envoyé pour en informer le marquis de Bouillé, gouverneur de la Martinique, n'a pas le temps de revenir que La Motte-Picquet avait déjà fait hisser les voiles de L'Annibal. Il se porte seul à la rencontre des Anglais, et attaque la tête de l'escadre ennemie. Après avoir fait le plein de munitions, les Vengeur et Réfléchi viennent rejoindre L'Annibal, qui combattait depuis près de deux heures, contre le HMS Conqueror (en) et le HMS Elizabeth (en). Pendant quatre heures, les trois vaisseaux français soutiennent le feu de dix vaisseaux anglais, dont sept tiraient quelquefois ensemble sur l'Annibal. La nuit venue met un terme aux combats, et l'amiral anglais envoie un signe de ralliement à ses vaisseaux ; La Motte-Picquet rentre au Fort-Royal, avec la frégate et la plus grande partie du convoi.
Sur les 26 navires marchands, quatre sont brûlés et neuf seront pris par les Anglais. Néanmoins, une grande partie de la cargaison est conservée et Lamotte rentre avec tous ses vaisseaux dans Fort-Royal. Les Anglais doivent déplorer la perte du capitaine du HMS Conqueror, de cinq officiers et environ deux cents hommes. Impressionné, l'amiral Hyde Parker envoie un message de félicitations à La Motte-Picquet pour cette action.

« La conduite de Votre Excellence dans l'affaire du 18 de ce mois justifie pleinement la réputation dont vous jouissez parmi nous, et je vous assure que je n'ai pas été témoin sans envie de l’habileté que vous avez montré à cette occasion. Notre inimitié est passagère, et dépens de nos maîtres [rois], mais votre mérite a gravé sur mon cœur la plus grande admiration à votre égard. Je prendrai toujours le plus grand soin pour que vos parlementaires et vos prisonniers soient bien traités, et je saisirai avec plaisir toutes les occasions qui pourront se présenter pour vous donner des preuves de la considération et de l’estime avec lesquels je suis de Votre Excellence. »

Dans le récit qu'il fait du combat, La Motte-Picquet rend hommage à ses équipages, et insiste pour qu'ils aient une part des prises effectuées.

#### Campagnes aux Antilles (1780)
Au mois de janvier 1780, La Motte-Picquet reprend la mer avec six vaisseaux et six frégates, pour croiser dans les îles anglaises des Antilles. Il rentre au bout d'un mois, ramenant plusieurs prises, et après avoir été chassé plusieurs fois par quinze vaisseaux de ligne anglais.
Au mois de mars de la même année, il sort à nouveau de la Martinique avec quatre vaisseaux, pour escorter jusqu'à Saint-Domingue un convoi de quatre-vingts navires marchands. Le 20 mars, soit sept jours après son départ, il rencontre trois vaisseaux anglais aux ordres du commodore Cornwallis dont il ordonne la chasse. Comme l'année précédente, il engage le combat seul avec son vaisseau, combat les Anglais pendant plusieurs heures, avant d'être rejoint par son escadre. Le combat se poursuit toute la nuit mais, atteint par un biscaïen dans la poitrine, il reste quelques heures sans connaissance. Le lendemain, un calme plat empêche les deux escadres de manœuvrer. Le vent étant revenu vers le soir, la chasse est de nouveau ordonnée mais trois autres vaisseaux anglais et plusieurs frégates viennent en renfort. La Motte-Picquet prend la fuite devant ces nouveaux adversaires; endommagés, les trois vaisseaux du premier engagement ne le suivent pas. Il rentre à Saint-Domingue, où le convoi l'a précédé.

#### Retour en Europe

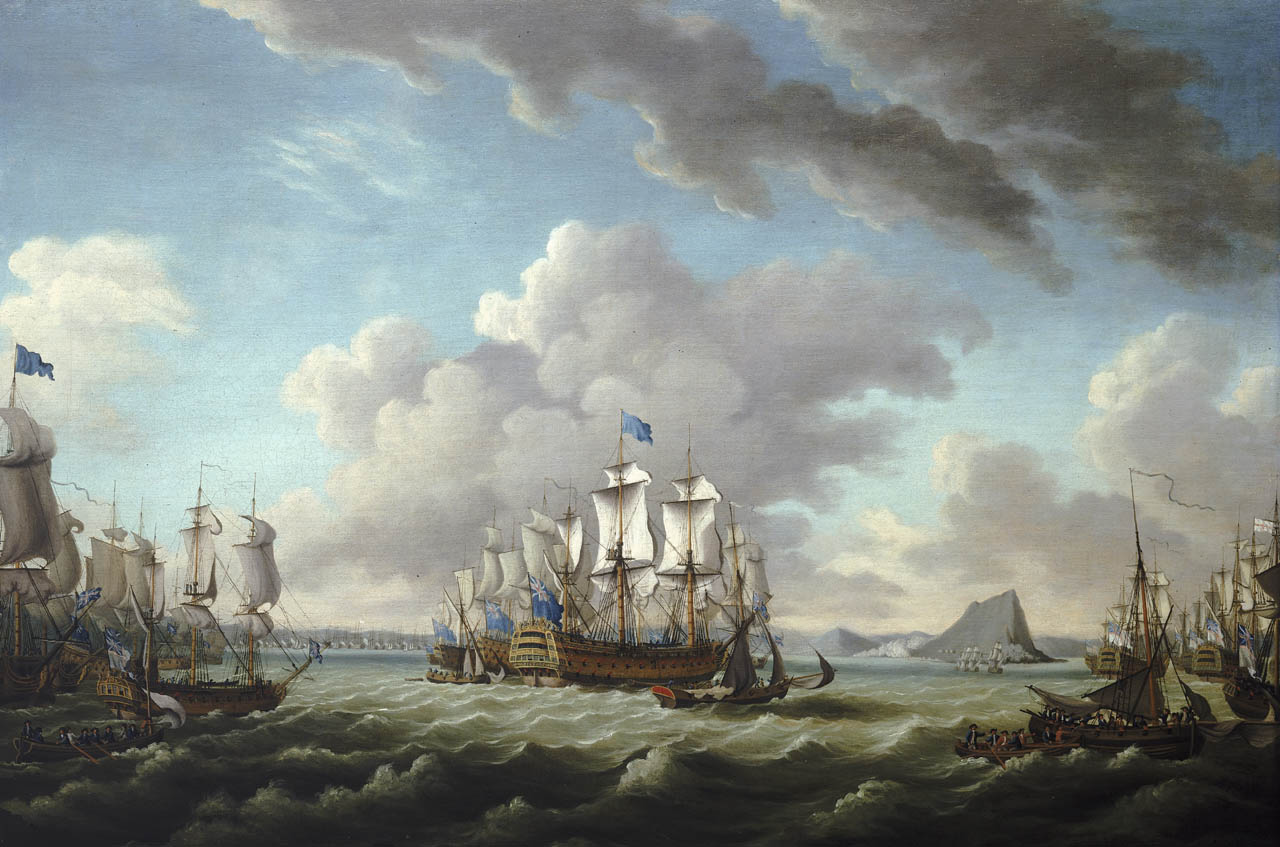
La bataille du cap Spartel, en 1782, est le dernier grand engagement auquel participe La Motte-Picquet.

Après cette expédition, La Motte-Picquet part rejoindre l'armée combinée de Cadix, commandée par le comte de Guichen, et revint presque aussitôt en Europe avec d'Estaing. Il profite de son retour à Brest en 1781 pour faire l'acquisition d'un des plus beaux hôtels particuliers de la ville.
Le 25 avril 1781, La Motte-Picquet appareille de Brest à bord de L'Invincible avec six vaisseaux et deux frégates, pour aller croiser sur les côtes d'Angleterre. Le 2 mai, il rencontre un convoi de trente navires marchands, chargé du butin pris par les Anglais à Saint-Eustache, et escorté par quatre vaisseaux sous les ordres de l'amiral Rodney et du commodore Hotham, qui se sauvent en apercevant l'escadre française. Elle capture vingt-deux bâtiments et les amène à Brest. Vendus en masse à des négociants de Bordeaux, ils rapportent environ huit millions de livres,. Louis XVI lui accorde une pension de 3 000 livres sur le Trésor royal.[réf. nécessaire]
Le 30 mai 1781, il écrit au Ministre de la Marine :

« Je ne puis vous depeindre l'allégresse que vous avez repandue en ce port en annonçant la vente des prises que j'y ai conduites. Un chacun bénit le nom du Roy et de son ministre, je partage moi môme l'enthousiasme : tout le monde veut venir sur le Terrible ; si je sortois en ce moment, je pourrois faire des miracles. »

Depuis cette époque jusqu'à la paix, La Motte-Picquet commande une escadre de douze vaisseaux, dans la flotte combinée, soit en croisière sur les côtes d'Angleterre, soit au siège de Gibraltar. Il est promu au grade de lieutenant général des armées navales en janvier 1782.
Le 20 octobre 1782, il commande les quinze vaisseaux français de la flotte franco-espagnole, sous les ordres du comte de Guichen et de Don Luis de Córdova, et participe au combat du cap Spartel, au large du Maroc. Commandant L'Invincible, il attaqua le premier la flotte anglaise de l'amiral Howe. Le combat indécis dure jusqu'à la nuit ; les Anglais se retirent, mais maintiennent les routes maritimes qui approvisionnent Gibraltar. Au mois d'avril 1783, il ramène son escadre à Brest, où il désarme.
La Motte-Picquet avait été décoré du cordon rouge de Commandeur de l'ordre royal et militaire de Saint-Louis, en 1780, à l'occasion de son combat du Fort-Royal, et lieutenant général des armées navales en janvier 1782 ; il est nommé grand'croix en 1784. Il reçoit une pension de 4 000 livres sur le budget de l'ordre royal et militaire de Saint-Louis, par brevet du 20 août 1784 ; et, en 1787, une pension de 1 000 livres sur le budget des Invalides.

### Décès
Après cinquante ans de carrière militaire, la fatigue et les violentes attaques de goutte précipitent sa mort, le 11 juin 1791 à Brest, à l'âge de 70 ans.
Il est inhumé dans le cimetière de la ville.

## Jugement par ses biographes

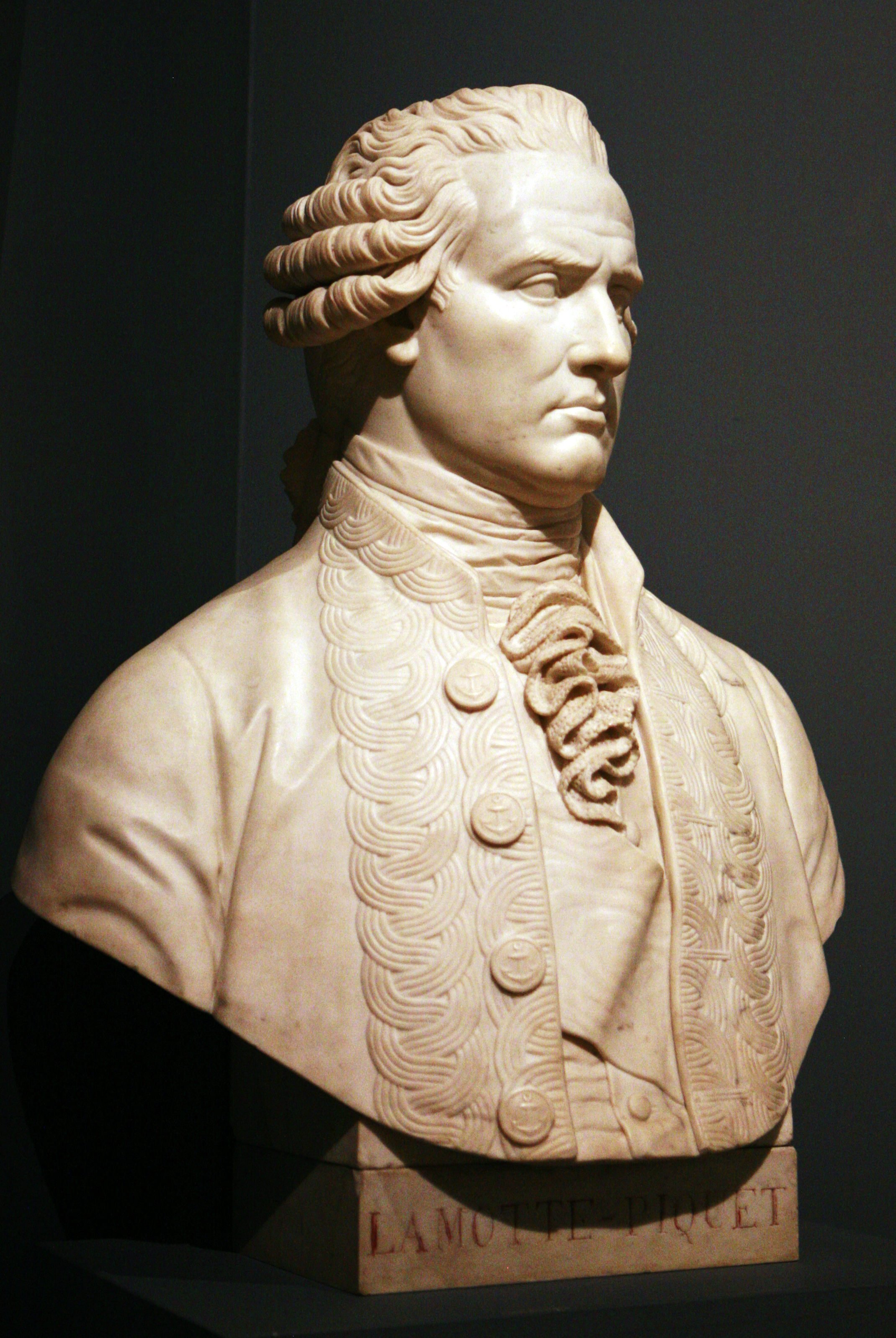
Buste de La Motte-Picquet

Les biographes français du XIXe siècle s'accordent pour dire que La Motte-Picquet possédait des qualités de marin et de commandant hors du commun, faisant de lui l'un des meilleurs officiers de marine français de son temps.
Pour Louis-Mayeul Chaudon (1822) :

« Ferme dans le commandement, mais bien moins jaloux de sa gloire que du bien de son pays, La Motte-Picquet s'empressait toujours de céder à celui qui lui faisait voir que l'on pouvait faite mieux que ce qu'il avait ordonné ; et sa vie est pleine de traits qui ne font pas moins d’honneur à son caractère qu'à sa bravoure.
La Motte était très-petit, très maigre et fort laid: en revanche il avait beaucoup d'esprit, et ses yeux étaient pleins de feu. Il avait un grand sang-froid dans l'action, son activité était extraordinaire, et son audace était peu commune. »

Le biographe du XIXe siècle, Amédée Gréhan abonde dans le même sens :

« La Motte était très-petit, très-maigre et assez laid : en revanche il avait beaucoup d'esprit, et ses yeux étaient pleins de feu ; il était en effet d'une vivacité extrême, et qui dégénérait souvent en emportement. Mais des marins qui ont constamment servi à côté de lui pendant la guerre d'Amérique attestent qu'il conservait dans l'action un sang-froid imperturbable. Au reste, sa colère durait peu, surtout quand il avait tort, parce qu'il était naturellement très-bon, juste et d'une loyauté rare.
Cet homme si intrépide ne croyait pas à la lâcheté. Ces qualités peuvent donner la mesure de la confiance et de l'attachement qu'il inspirait à tous ceux qui servaient sous ordres. On peut affirmer que peu de marins français ont autant fait pour l'honneur de leur pavillon et pour l'intérêt du commerce que La Motte, pendant quarante-six ans de service, et dans vingt-huit campagnes, […]. »

Chaudon n'hésite pas à le comparer avec les plus grands officiers de marine français :

« Il […] fut le digne émule des braves commandants à qui la France avait confié l'honneur de son pavillon. Il fit la guerre d'Amérique avec d'Estaing, Suffren, Rouillé, Tomay, Guichen et quelques autres dont l'histoire a consacré les noms. »

Pour Antoine-Vincent Arnault, auteur des Éphémérides,

« La marine française n'a pas compté d'officiers plus intrépides ni plus habiles que le comte de Lamotte-Picquet. […] Les deux mondes furent témoins de ses exploits. Dans ses luttes fréquentes et obstinées avec la marine anglaise, il remporta des avantages dont quelquefois ses ennemis même l'envoyèrent féliciter. […] Pendant la guerre d'Amérique, il fut toujours en mer, toujours les armes à la main : la paix seule mit un terme à ses fatigues.
Très-petit, très-maigre et très-laid, il avait en revanche beaucoup d'esprit. Son extrême vivacité dégénérait souvent en accès de colère, qui duraient peu d'ailleurs, dans les circonstances graves, son sang froid ne se démentit jamais. On dit que cet homme si brave ne croyait pas à la lâcheté, genre d'incrédulité qui n'honorait pas moins ses soldats que lui-même. »

L'éloge suivant est écrit en son honneur, :
| Marin dès sa première aurore, Guerrier cher même à ses rivaux, La France sait ce que tu vaux, Et l'Angleterre mieux encore. |

## Honneurs et postérité

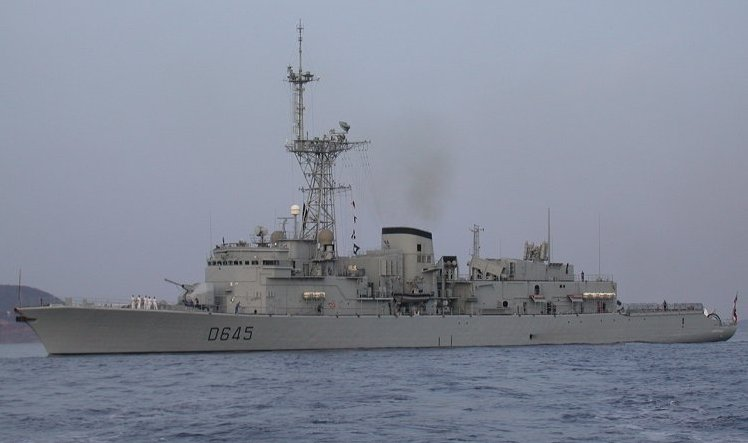
La frégate La Motte-Picquet de retour de la mission Héraclès (1er juillet 2002)

La Motte-Picquet a donné son nom à :
- une avenue parisienne, l'avenue de La Motte-Picquet ;
- une rue rennaise, la rue de la Motte-Picquet ;
- une rue à Brest, la rue Lamotte Picquet;
- une rue à Nantes, la rue la Motte Picquet
- à une station de métro de Paris, La Motte-Picquet - Grenelle (lignes 6, 8 et 10) ;

Ainsi qu'à quatre navires de la Marine nationale :
- Un aviso de 2e classe à hélice. Lancé à Cherbourg en 1859 et désarmé en 1880.
- Un transport côtier de type Hamelin, Forfait et Coëtlogon, lancé le 26 septembre 1919, désarmé en 1937
- Le croiseur Lamotte-Picquet, navire amiral lors de la bataille de Koh Chang, seule victoire navale française des deux guerres mondiales[réf. nécessaire]
- La frégate La Motte-Picquet, toujours en service en 2012.

En juillet 1931, des marins brestois décident d'apposer une plaque commémorative sur son ancien hôtel particulier. Conçue par André Maurice, architecte de l'École navale, elle est inaugurée par le ministre de la Marine militaire Charles Dumont, le 11 novembre 1932.